# Pseudoprotella inermis
Pseudoprotella inermis is een vlokreeftensoort uit de familie van de Caprellidae. De wetenschappelijke naam van de soort is voor het eerst geldig gepubliceerd in 1927 door Chevreaux.